# 다카노촌 (후쿠시마현 다무라군)
다카노촌(高野村)은 후쿠시마현 다무라군에 있었던 촌이다. 1955년 4월 1일 다카노촌, 오쿠마촌 등 2개 촌이 합병하여 니시다촌이 신설되고 폐지되었다.

## 지리
- 고리야마시, 니시다무라촌의 북동부가 다카노촌이 있던 곳이다.

## 역사
- 1889년 4월 1일 - 정촌제 시행에 의해 니타촌, 우치타나촌, 다카시바촌, 다카하시촌, 이타바시촌이 합병해 다무라군 다카노촌이 성립하였다.
- 1955년 4월 1일 - 다카노촌, 오쿠마촌 등 2개 촌이 합병하여 니시다촌이 신설되고, 다카노촌 등은 폐지되었다.

## 인구
- 1889년 1,389
- 1920년 1,582
- 1947년 2,183

## 참고 문헌
- 角川日本地名大辞典編纂委員会『角川日本地名大辞典 7 福島県』、角川書店、1981年 ISBN 4-04-001070-1
- 日本加除出版株式会社編集部『全国市町村名変遷総覧』、日本加除出版、2006年、ISBN 4-8178-1318-0